# Opopaea margaritae
Opopaea margaritae là một loài nhện trong họ Oonopidae.
Loài này thuộc chi Opopaea. Opopaea margaritae được J. Denis miêu tả năm 1947.